# هوچالگ
هوچالگ (به آلمانی: Hüttschlag) یک منطقهٔ مسکونی در اتریش است که در ناحیه سنت یوهان ایم پونگاو واقع شده‌است. هوچالگ ۹۷٫۱۸ کیلومتر مربع مساحت دارد ۱٬۰۳۰ متر بالاتر از سطح دریا واقع شده‌است.